# Šelovec
Šelovec is een plaats in de gemeente Preseka in de Kroatische provincie Zagreb. De plaats telt 178 inwoners (2001).